# Nicolas Mouret
Pour les articles homonymes, voir Mouret.
Pas d'image ? Cliquez ici

a Compétitions nationales et continentales officielles uniquement.

Dernière mise à jour le 8 avril 2020.
Nicolas Mouret, né le 23 septembre 1986, est un joueur français de rugby à XV évoluant au poste d'ailier.

## Biographie
Il a disputé 12 matchs tous comme titulaire en Top 14 avec la Section paloise en 2005-2006 alors qu'il n'a que 19 ans.
Après quelques années en élite (Top 16 ou Top 14), il évolue avec la Section paloise en Pro D2, club où il joue régulièrement, alignant plus de vingt matchs en Pro D2 en 2007-2008 et 2008-2009 alors qu'il n'a que vingt-trois ans en 2009.

## Carrière

### En club
- 1999-2003 : Nord Béarn XV
- 2003-2009 : Section paloise
- 2009-2010 : CA Lannemezan
- 2010-2015 : CA Périgueux

## Palmarès

### En club
- Finaliste de Fédérale 1 : 2011